# Venituri auxiliare
Veniturile auxiliare reprezintă venituri obținute din bunuri sau servicii care nu fac parte din oferta principală a unei companii. Exemple includ: vânzarea de produse la evenimente sportive, taxe pentru bagaje sau selecția locurilor în cazul companiilor aeriene, veniturile din restaurantele deținute de hoteluri sau serviciile de spălătorie auto oferite de benzinării. În unele cazuri, veniturile auxiliare pot depăși veniturile principale, ceea ce determină schimbări în modelul de afaceri al companiei.

## Industria hotelieră
În hoteluri, veniturile auxiliare includ:
- internet,
- room service,
- parcare,
- servicii de afaceri,
- mese, puncte de loialitate, taxe pentru check-in/check-out întârziat
- divertisment în cameră,
- asigurări pentru anulare.[2]

## Industria aviatică
În domeniul aviației, veniturile auxiliare provin din surse non-bilet, cum ar fi: taxele pentru bagaje, vânzările de mâncare și băuturi la bord sau alte servicii suplimentare. În 2018, veniturile auxiliare ale companiilor aeriene au fost estimate la 92,9 miliarde de dolari la nivel global, cea mai mare proporție de venituri fiind la Wizz Air (41,1%). Companiile americane au obținut peste 17,5 miliarde dolari doar din programe de loialitate, adică în medie 25 dolari per pasager.

### Tipuri de venituri auxiliare

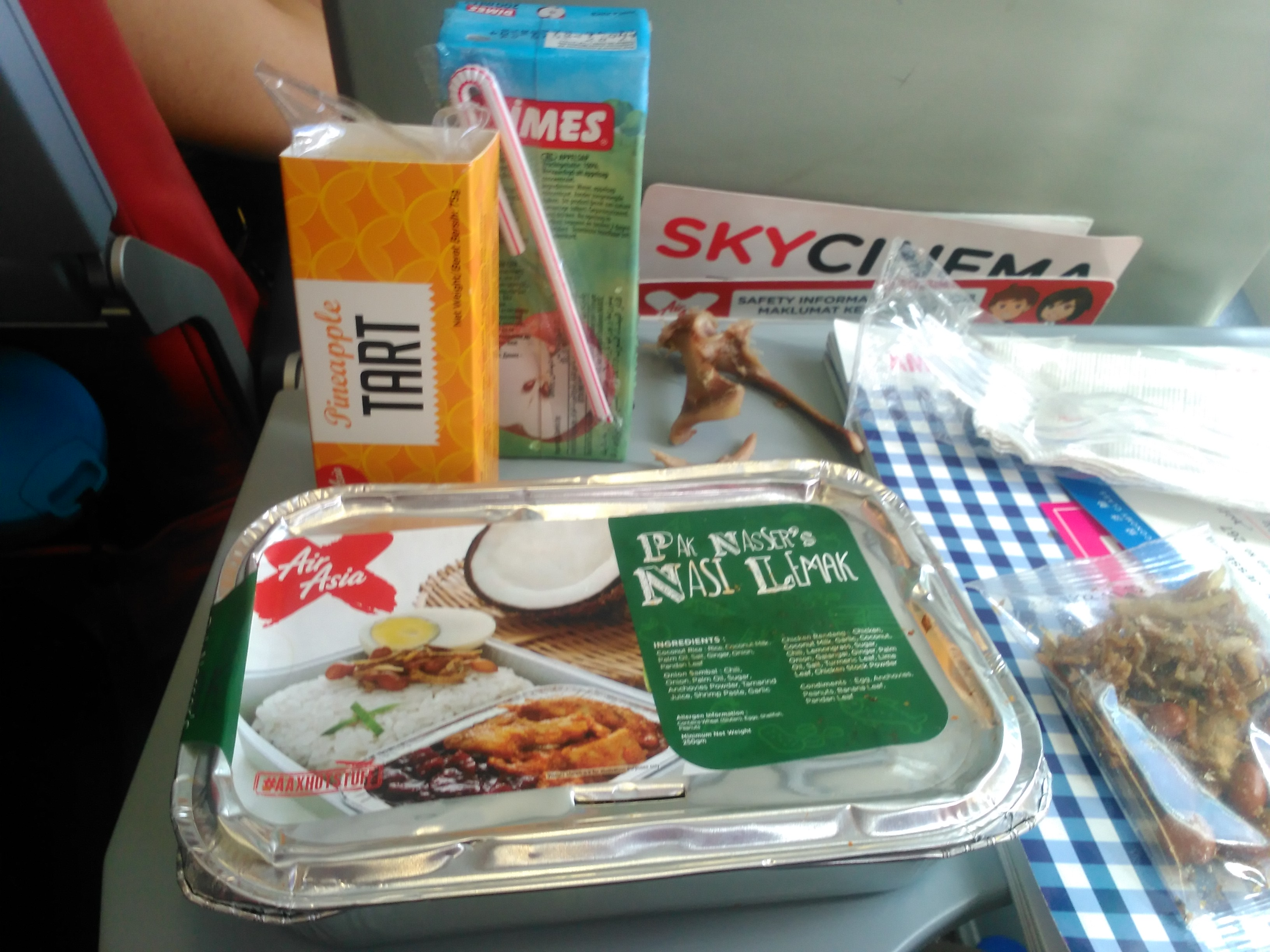
O cutie de mic dejun oferit de Air Asia

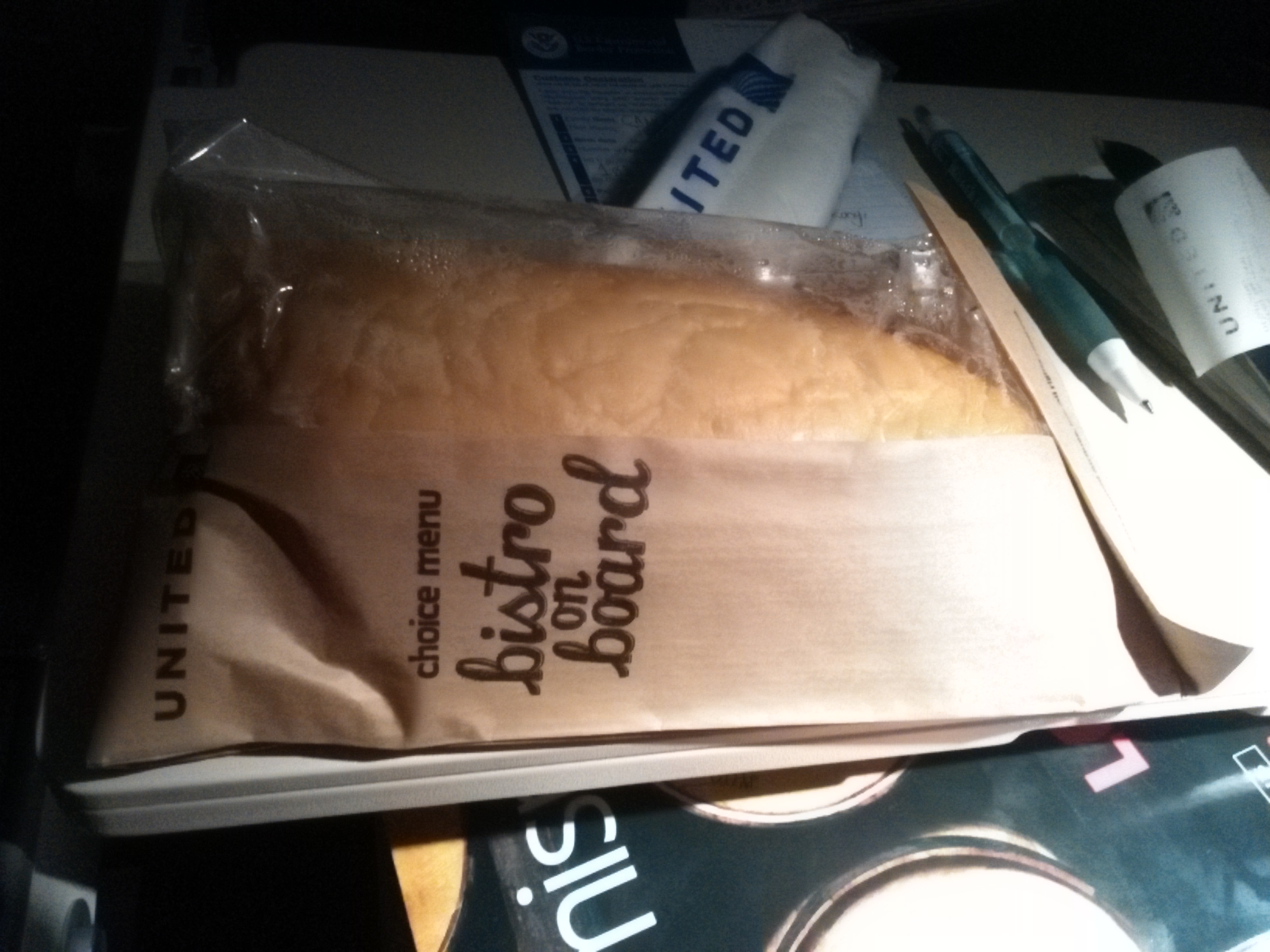
Un sandviș de la United Airlines

Conform CarTrawler Yearbook of Ancillary Revenue, aceste venituri pot include:
- Servicii „ca la carte”:[4]
  - vânzare de alimente/băuturi la bord
  - taxe pentru bagaje sau bagaje suplimentare
  - rezervarea unui loc preferențial
  - apeluri prin call center
  - plata cu card de credit
  - îmbarcare prioritară

- Produse cu comision: rezervări hoteliere, închirieri auto, asigurări de călătorie, vânzare de produse duty-free la bord.[5]
- Programe de loialitate prin vânzarea de puncte/mile partenerilor comerciali (hoteluri, carduri de credit etc.).[6]
- Publicitate vândută de companie prin reclame în reviste de bord, ecrane, aeroporturi, exteriorul aeronavelor.
- Pachete tarifare unde o parte din preț este atribuită serviciilor auxiliare incluse (bagaj, îmbarcare prioritară, loc cu spațiu suplimentar).